# Dorothy Todd Hénaut
Pour les articles homonymes, voir Todd et Hénaut.
Dorothy Todd Hénaut est une réalisatrice, productrice, scénariste, actrice, directeur de la photographie et monteuse, canadienne née en 1935 à Hamilton (Ontario).

## Biographie
Dorothy Todd Hénaut naît en 1935 en Ontario. Elle est membre de Voice of Women for Peace Movement  depuis 1964. Elle coordonne la participation internationale au Pavillon de la jeunesse à l'Expo 67.
En 1968, elle commence à travailler à l'Office national du film, en tant que pigiste dans le programme Société Nouvelle / Challenge for Change,,. Elle y est rédactrice en chef des infolettres du programme et développe un intérêt grandissant pour les nouvelles technologies médiatiques comme outils pour la démocratie et le changement social. Elle accompagne les projections des films du programme Challenge for Change dans les universités ainsi que les écoles et participe à des projections tests pour répondre aux questions du public. En 1969, elle collabore avec Bonnie Sherr Klein (en) à la réalisation du film VTR Saint-Jacques/Opération boule de neige,. Ce projet a permis d'utiliser la caméra vidéo comme un outil de communication permettant d'élaborer des stratégies menées par le comité des citoyens de Saint-Jacques visant à résoudre, entre autres, les problèmes de précarité liés au domaine de la santé et du logement. En 1970, le premier numéro de la revue new-yorkaise Radical Software (en) publie son article décrivant le projet Challenge for Change avec le comité des citoyens de Saint-Jacques. Au début des années 1970, le Film and Television Board of the Australian Counical for the Arts fait appel à son expertise en vidéo communautaire, acquise avec Challenge for Change, dans le but de les conseiller sur la rationalisation des centres vidéo australiens.
En 1973, son premier court-métrage The New Alchemists, primé à New York, porte un regard avant-gardiste sur l'apport de technologies respectueuses de l'agriculture durable. Elle collabore aussi au studio D de l'ONF, le studio des femmes, en réalisant et produisant des documentaires de 1977 à 1989.
Inspirée par la production artistique de Kittie Bruneau, elle poursuit également une carrière d'artiste peintre depuis le milieu des années 1980. Sa première exposition solo a lieu en 2009.

### Vie privée
Mariée en 1954 à Serge Hénaut, divorcée en 1964, elle est mère de deux enfants, Suzanne Hénaut et Marc Hénaut.

## Filmographie

### Comme réalisatrice
- 1974 : The New Alchemists / Alchimie nouvelle
- 1978 : Sun, Wind and Wood
- 1979 : Horse Drawn Magic
- 1986 : Les Terribles Vivantes / Firewords
- 1988 : A Song for Quebec
- 1989 : Québec un peu... beaucoup... passionnément...[13]
- 1991 : Un amour naissant
- 1996 : You Won't Need Running Shoes, Darling

### Comme productrice
- 1976 : Temiscaming Quebec
- 1981 : Not a Love Story: A Film About Pornography[3]
- 1988 : A Song for Quebec
- 1990 : Fragments of a Conversation on Language
- 1996 : You Won't Need Running Shoes, Darling

### Comme scénariste
- 1986 :  Les Terribles Vivantes / Firewords

### Comme directrice de la photographie
- 1996 : You Won't Need Running Shoes, Darling

### Comme monteuse
- 1986 : Firewords, Part 2: Jovette Marchessault

## Récompenses
- 1976 : Prix Red Ribbon du American Film Festival à New York dans la catégorie Environnement pour The New Alchemists[14],[15].
- 1996 : Mention spéciale au 11e Congrès international sur les soins aux malades en phase terminale à Montréal pour You Won't Need Running Shoes, Darling.

## Écrits
- « Prenons garde d'ériger de nouvelles barrières », Le Devoir, 27 février 1963
- « Expo as Environment », arts/canada, no 113, October 1967, p. 11
- « Richard Lacroix's Musical instruments, Les Mécaniques », arts/canada, no 114, Novembre 1967, p. 1-2
- « Montreal: artistic freedom on trial », arts/canada, no 115, December 1967
- « 1967 - The Moment of Truth for Canadian Crafts », arts/canada, no 104, January 1967. p. 20-22
- « Canada's New Kind of Filmmaking: Implicating People in the Process of Change », Film Library Quaterly, vol. 2, no 4, Fall 1969, p. 52-54
- (en) Dorothy Todd Hénault et Bonnie Kline, « In the Hands of Citizens : a Video Report », Radical Software, vol. 1, no 1 « The Alternate Television Movement »,‎ printemps 1970, p. 11-12 (lire en ligne)
- « The Media: Powerful Catalyst for Community Change », Mass Media and Adult Education, New Jersey : Educational Technology Publications, 1971, p. 105-124
- « Films for Social Change : The Hammer and the Mirror », Studies in Canadian Communications, Montreal : McGill University, 1975, p. 175-188
- (en) Dorothy Todd Hénault, Report of the Australian Video Access Project, Australia, Film and Television Board of the Australian Council for the Arts, 1975, 41 p. (lire en ligne)
- « Blueprint for Community Organising », Social Security Quarterly, Printemps 1975, p. 8-10
- (en) Dorothy Todd Hénault, « Firewords », Cinéma Canada,‎ février 1987, p. 29 (ISSN 0009-7071)
- « Notes d'espoir », Femmes d'action, volume 18, no 5, juin-juillet-août 1989, p. 17-18
- « Le défi du risque », Revue Lumières, Décider d'un pays, no 24, automne 1990, p. 50-51
- Dorothy Todd Hénaut, « Le Québec...un peu...beaucoup...passionnément », 24 images,‎ mars-avril 1990, p. 76 (ISSN 0707-9389)
- « Video Stories from the Dawn of Time », Visual Anthropology Review, Vol. 7, No 2, Fall 1991, p. 85-101
- « The Challenge for Change/Société nouvelle », Experience, Video the Changing World, Montreal/New York : Black Rose Books, 1991, p. 48-53
- (en) Dorothy Todd Hénaut, « Ethics and audience : Echoes of Challenge for Change », Perforations, no 1,‎ décembre 1993, p. 12-13 (ISSN 0715-9862)
- « The lessons of Quebec culture and nationalism », Canadian forum, juin 1995, p. 24-25
- « Duet », écrit avec Suzanne Hénaut, Bringing it Home, Women Talk about Feminism in their Lives, Vancouver : Arsenal Pulp Press, 1996, p. 154-175